# Monte Christo
Monte Christo (nota anche come Monte Cristo) è una città fantasma della contea di Hidalgo nello Stato del Texas, negli Stati Uniti d'America.

## Geografia fisica
Monte Christo era situata a 27 km a nord-ovest di McAllen, nella parte occidentale della contea di Hidalgo.